# Ditsobotla Local Municipality
Ditsobotla (englisch Ditsobotla Local Municipality) ist eine Lokalgemeinde im Distrikt Ngaka Modiri Molema der südafrikanischen Provinz Nordwest. Der Verwaltungssitz der Gemeinde befindet sich in Lichtenburg. Bürgermeister ist Daniel Tebogo Buthelezi.
Die Gemeinde entstand aus dem Zusammenschluss der Transitional Council von Lichtenburg, Coligny und Biesiesvlei.

## Städte und Orte
- Biesiesvlei
- Coligny
- Lichtenburg

## Bevölkerung
Im Jahr 2011 hatte die Gemeinde 168.902 Einwohner in 44.500 Haushalten auf einer Gesamtfläche von 6464,87 km². 2016 wurde die Einwohnerzahl mit 181.865 angegeben.
Die demographische Zusammensetzung der hier lebenden Bevölkerung ist laut Volkszählung von 2011:
| Ethnien   | Einwohnerzahl | Anteil in % |
| --------- | ------------- | ----------- |
| Schwarze  | 150.515       | 89,11       |
| Weiße     | 13.771        | 8,15        |
| Coloureds | 3.236         | 1,92        |
| Asiaten   | 935           | 0,55        |
| andere    | 445           | 0,26        |

Wichtigste Sprache ist Setswana, die von 78,6 Prozent der Bevölkerung gesprochen wird. Größte Minderheitensprachen sind: Afrikaans (9,84 Prozent), isiXhosa (3,0 Prozent), Sesotho (1,85 Prozent), isiZulu (1,7 Prozent) und isiNdebele (1,8 Prozent).

## Sehenswürdigkeiten
- Zwei Museen zur regionalen Natur- und Kulturgeschichte befinden sich in der Stadt Lichtenburg.
- Ein Dolomiten-Trichter Wondergat mit der Größe von 75 × 100 m an der Oberfläche und einer maximalen Tiefe von 58 m befindet sich an dem an der Grenze zur Gemeinde Mahikeng gelegenen Ort Molopo Oog, ca. 60 km nördlich von Lichtenburg. Er kann von Tauchern genutzt werden.[5]